# Seconds From Disaster
Seconds From Disaster är ett amerikanskt dokumentärt TV-program som handlar om katastrofer och mest sänder från National Geographic Channel. Det sändes i 45 avsnitt i 3 säsonger 6 juli 2004 till 7 mars 2007. Serien tog bland annat upp Tjernobylolyckan, Hindenburgolyckan, Titanicolyckan rymdfärjan Columbia och branden på M/S Scandinavian Star.